# 藤澤市

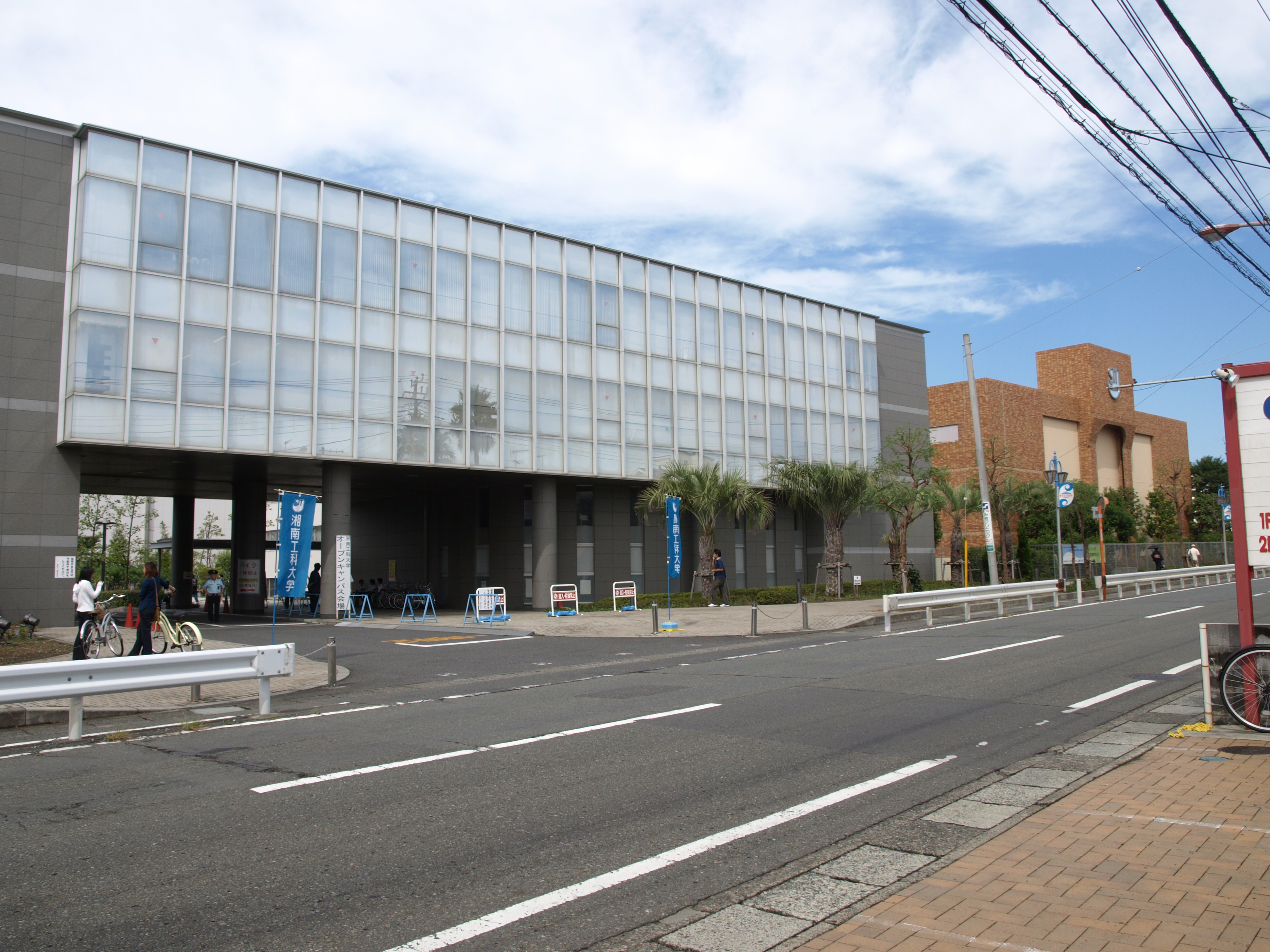
湘南工科大学

藤澤市（日语：／ Fujisawa shi */?）位於日本神奈川县中部，是湘南地區人口最多的城市。

## 軼事
曾創作《義勇軍進行曲》的作曲家聶耳在藤澤市鵠沼海岸游泳時溺斃，時年23歲。現時海岸仍留有紀念碑，藤澤市與聶耳出生地昆明市也結為姊妹城市。

## 交通

### 鐵路
東日本旅客鐵道
- 東海道本線：辻堂站 - 藤澤站

小田急電鐵
- 江之島線：片瀨江之島站 - 鵠沼海岸站 - 本鵠沼站 - 藤澤站 - 藤澤本町站 - 善行站 - 六會日大前站 - 湘南台站 - 長後站

相模鐵道
- 泉野線：湘南台站

橫濱市交通局（橫濱市營地下鐵）
- 藍線：湘南台站

江之島電鐵
- 江之島電鐵線：藤澤站 - 石上站 - 柳小路站 - 鵠沼站 - 湘南海岸公園站 - 江之島站

湘南單軌電車
- 江之島線：湘南江之島站 - 目白山下站

## 姊妹或友好城市
| 城市                     | 國家           | 締結日期 |
| ------------------------ | -------------- | -------- |
| 邁阿密海灘（佛羅里達州） | 美国           | 1959年   |
| 松本市（長野縣）         | 日本           | 1961年   |
| 昆明市（雲南省）         | 中华人民共和国 | 1981年   |
| 温莎（安大略省）         | 加拿大         | 1987年   |
| 保寧市（忠清南道）       |                | 2002年   |

## 外部連結
- 江之島 相模灣沿岸的代表景點
- 清淨光寺 時宗（页面存档备份，存于）（日語）總本山，所以通稱遊行寺